# Ankara Demirspor
Ankara Demirspor – turecki klub piłkarski z siedzibą w Ankarze.

## Historia
Ankara Demirspor Kulübü został założony w 16 marca 1930. Do 1959 Ankara występowała w miejscowych rozgrywkach Ankara Futbol Ligi, piętnastokrotnie je wygrywając. W 1947 klub wygrał mistrzostwa miast Ankary, Stambułu i Izmiru – Türkiye Futbol Şampiyonası. 
W 1959 Ankara Demirspor był wśród założycieli Militi Lig i występował w niej przez trzynaście lat. W latach 1971–1983 i 1995-1998 klub występował w drugiej lidze. W 1998 klub spadł do trzeciej ligi. Od 2006 Ankara Demirspor występuje 3. Lig (IV liga).

## Sukcesy
- mistrzostwo Türkiye Futbol Şampiyonası (1): 1947.
- mistrzostwo Ankara Futbol Ligi (5): 1939, 1943, 1947, 1948, 1959.

## Sezony
- 13 sezonów w Süper Lig: 1959-1971.
- 15 sezonów w 1. Lig: 1971-1983, 1995-1998.
- 19 sezonów w 2. Lig: 1984-1995, 1998-2006.
- 5 sezonów w 3. Lig: 2006- .
- 1 sezon w Amatör Lig: 1983-1984.

## Sezony wSüper Lig
| Sezon   | Uzyskane Miejsce  |
| ------- | ----------------- |
| 1959    | 3 w gr. czerwonej |
| 1959-60 | 5                 |
| 1960-61 | 8                 |
| 1961-62 | 19                |
| 1962-63 | 10                |
| 1963-64 | 10                |
| 1964-65 | 10                |
| 1965-66 | 11                |
| 1966-67 | 10                |
| 1967-68 | 11                |
| 1968-69 | 12                |
| 1969-70 | 12                |
| 1970-71 | 15 (spadek)       |